# Hypania romijni
Hypania romijni är en ringmaskart som först beskrevs av Horst 1919.  Hypania romijni ingår i släktet Hypania och familjen Ampharetidae. Inga underarter finns listade i Catalogue of Life.